# Daria Semianova
Daria Vitálievna Semianova –en ruso, Дарья Витальевна Семьянова– (Majachkalá, 13 de agosto de 2002) es una deportista rusa que compite en tiro, en la modalidad de tiro al plato.
En los Juegos Europeos de Minsk 2019 consiguió una medalla de bronce en la prueba de foso mixto. Ganó dos medallas de oro en el Campeonato Europeo de Tiro, en los años 2019 y 2021.

## Palmarés internacional
| Juegos Europeos    | Juegos Europeos     | Juegos Europeos   | Juegos Europeos |
| Año                | Lugar               | Medalla           | Prueba          |
| ------------------ | ------------------- | ----------------- | --------------- |
| 2019               | Minsk (Bielorrusia) | Medalla de bronce | Foso mixto      |
| Campeonato Europeo |                     |                   |                 |
| Año                | Lugar               | Medalla           | Prueba          |
| 2019               | Lonato (Italia)     | Medalla de oro    | Foso            |
| 2021               | Osijek (Croacia)    | Medalla de oro    | Foso            |